# Wapen van Meijel

Wapen van Meijel

Het wapen van Meijel werd op 28 juli 1819 bevestigd door de Hoge Raad van Adel aan de Limburgse gemeente Meijel. Per 2010 ging Meijel op in gemeente Peel en Maas. Het gemeentewapen kwam daardoor te vervallen.

## Blazoenering
De blazoenering van het wapen luidde als volgt:
Een schild van blaauw, beladen met het beeld van St. Nicolaas van goud.
De heraldische kleuren zijn azuur (blauw) en goud (goud of geel). Dit zijn de rijkskleuren. Niet vermeld worden de drie kinderen op het bad, die door Sint Nicolaas tot leven worden gebracht, de een tweede emmer en dat het geheel op een ondergrond staat.

## Geschiedenis
Het gemeentewapen is afgeleid van een schependomszegel waarop Sint Nicolaas als parochieheilige wordt afgebeeld.